# Długa Kotlina

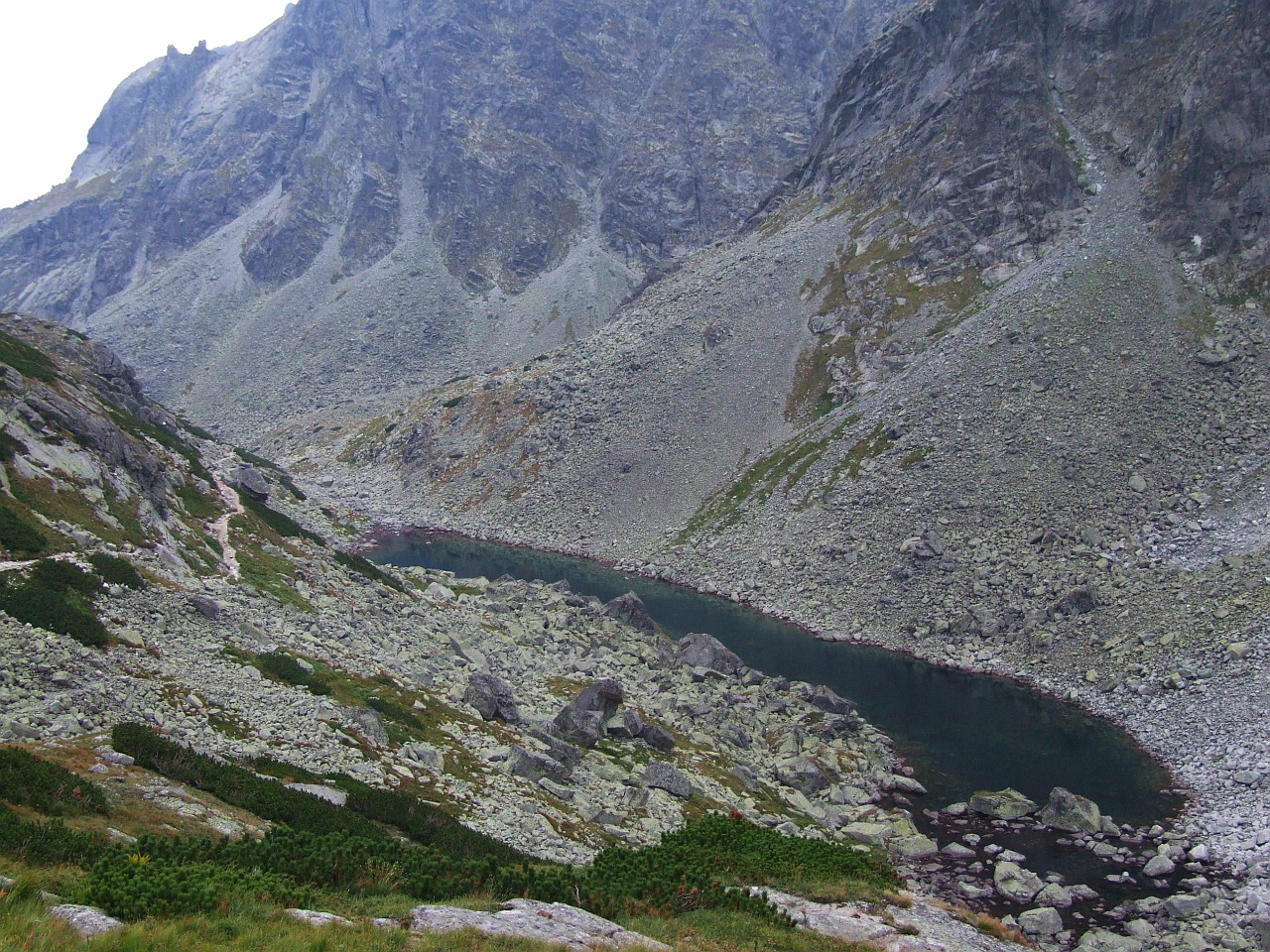
Długa Kotlina, na jej dnie Długi Staw Staroleśny

Długa Kotlina (słow. Dlhá kotlina, kotol Dlhégo plesa) – kotlina położona na wysokości ok. 1880 m n.p.m. znajdująca się w Dolinie Staroleśnej w słowackich Tatrach Wysokich. Długa Kotlina leży u podnóża północnych urwisk Nowoleśnej Grani, na jej dnie znajduje się spory Długi Staw Staroleśny i niewielkie, najprawdopodobniej okresowe Długie Oko (w górnej części). Nieco na północ od Długiej Kotliny przebiega znakowany niebiesko szlak turystyczny prowadzący znad Wodospadów Zimnej Wody na Rohatkę.
Długa Kotlina sąsiaduje:
- od południowego wschodu z Nowoleśną Kotliną – oddzielona Nowoleśnym Filarem odchodzącym na północny wschód od wierzchołka Skrajnej Nowoleśnej Turni,
- od południa z Doliną Sławkowską – oddzielona Nowoleśną Granią,
- od zachodu z Kotliną pod Rohatką,
- od północy ze Zbójnicką Równią.